# Harisnyapuszta
Harisnyapuszta (1942-től 1944-ig Botond, horvátul: Novo Nevesinje, 1880-tól 1931-ig Piskora, szerbül: Ново Невесиње) falu Horvátországban, Eszék-Baranya megyében. Közigazgatásilag Baranyaszentistvánhoz tartozik.

## Fekvése
Eszéktől légvonalban 28, közúton 40 km-re északnyugatra, községközpontjától légvonalban 9, közúton 13 km-re délnyugatra, Baranyában, a Drávaszög nyugati részén, a magyar határ mellett fekszik. 

## Története
A 19. század második felében mezőgazdasági majorként keletkezett Petárda Velika Harisnya nevű dűlőjében, a dárdai uradalom területén, Harisnya-puszta néven. A harmadik katonai felmérés térképén a település „Harisnya puszta” néven található. A településnek 1900-ban 60, 1910-ben 64 lakosa volt. Baranya vármegye Siklósi járásához tartozott. A település az első világháború után az új szerb-horvát-szlovén állam, majd később (1929-ben) Jugoszlávia része lett. 1941 és 1944 között ismét Magyarországhoz tartozott, ez idő alatt 1942 és 1944 között a Botond nevet kapta. A háború után ismét Jugoszlávia része lett. A háborút követően Hercegovinából érkezett szerb családokkal telepítették be. 1991-ben lakosságának 90%-a szerb, 7%-a magyar nemzetiségű volt. A településnek 2011-ben 63 lakosa volt. 

## Népessége
| Lakosság változása | Lakosság változása | Lakosság változása | Lakosság változása | Lakosság változása | Lakosság változása | Lakosság változása | Lakosság változása | Lakosság változása | Lakosság változása | Lakosság változása | Lakosság változása | Lakosság változása | Lakosság változása | Lakosság változása | Lakosság változása |
| ------------------ | ------------------ | ------------------ | ------------------ | ------------------ | ------------------ | ------------------ | ------------------ | ------------------ | ------------------ | ------------------ | ------------------ | ------------------ | ------------------ | ------------------ | ------------------ |
| 1857               | 1869               | 1880               | 1890               | 1900               | 1910               | 1921               | 1931               | 1948               | 1953               | 1961               | 1971               | 1981               | 1991               | 2001               | 2011               |
| 0                  | 0                  | 0                  | 0                  | 60                 | 64                 | 0                  | 0                  | 189                | 184                | 198                | 179                | 145                | 115                | 73                 | 63                 |

(1880-ban, 1890-ben, 1921-ben és 1931-ben lakosságát Petárdához számították.)

## Gazdaság
A településen hagyományosan az erdőgazdaság és az állattartás képezi a megélhetés alapját. 

## Oktatás
Az alsó tagozatosok Bolmányba, a felsősök Kácsfalvára járnak iskolába.